# الهيجة (كشر)

تعديل مصدري - تعديل

الهيجة هي إحدى قرى عزلة العبيسه+العبادلة بمديرية كشر التابعة لمحافظة حجة، بلغ تعداد سكانها 166 نسمة حسب تعداد اليمن لعام 2004.